# Philosophy and Phenomenological Research
Philosophy and Phenomenological Research (PPR) är en filosofisk tidskrift, grundad 1940. Ambitionen är, enligt ett redaktionellt meddelande som publiceras i varje nummer, att publicera filosofiska texter inom medvetandefilosofi, epistemologi, etik, metafysik och filosofisk idéhistoria. Sedan 1986 är Ernest Sosa redaktör för tidskriften, som publiceras av International Phenomenological Society vid Brown University.